# 李学東
李 学東（り がくとう、Li Xuedong、1826年 - 1876年）は、清末のイ族の反乱の指導者。
雲南省弥渡出身。1853年、王泰階とともに太平天国の乱に参加し、石達開の部隊に属したが、戦闘中に負傷して離脱した。傷が癒えた後、雲南省の哀牢山地区に入った。1856年、李文学が蜂起すると、上将軍に任命された。1857年、南澗・蒙化などを占領した。1861年には杜文秀率いる回民軍の救援に大理に赴いた。1874年に李文学が殺害されると、余党を率いて山岳部で抵抗を続けたが、1876年に病死した。